# Kuks
Kuks (en allemand : Kukus) est une commune du district de Trutnov, dans la région de Hradec Králové, en République tchèque. Sa population s'élevait à 270 habitants en 2020.

## Géographie
Kuks est arrosée par l'Elbe et se trouve à 7 km au sud-est de Dvůr Králové nad Labem, à 19 km au sud de Trutnov, à 22 km au nord-nord-est de Hradec Králové et à 110 km à l'est-nord-est de Prague.
La commune est limitée par Stanovice au nord, par Heřmanice à l'est, par Zaloňov au sud et par Litíč et Hřibojedy à l'ouest.

## Histoire
La première mention écrite du village date de 1692.

## Curiosités
Kuks est connu pour son impressionnant hôpital et son église de la Sainte-Trinité abritant une crypte mystérieuse. À l’intérieur, on y trouve une exposition consacrée à la vie de son fondateur, le comte František Antonín Špork, et à la médecine.
Le musée tchèque de la pharmacologie et sa pharmacie baroque, deuxième plus ancienne en Europe, y sont installés. Certains des récipients contiennent des préparations comme du sang de dragon, un comprimé de tête de pendu ou de foie de loup.
Douze immenses statues, situées devant le bâtiment, représentent les vertus et les vices. Leur auteur est le sculpteur Matyáš Bernard Braun. Il s'agit des représentations de la Foi, de l’Amour, de l’Espoir, de la Sagesse, de la Justice, de l’Orgueil, de l’Avarice, de l’Envie, de la Haine, de la Paresse et du Désespoir.
Dans la forêt des environs de Kuks on peut également découvrir une œuvre baroque de grande qualité, la Crèche de Braun (en tchèque Braunův Betlém). Il s'agit d'un ensemble exceptionnel de sculptures baroques façonnées directement dans la roche pour représenter une crèche. Il avait pour vocation de créer un lieu de méditation et de prière dans une nature sauvage. Parmi les plus remarquables : le Relief de l’Adoration du pasteur, l’Arrivée des Rois Mages ou la magnifique fontaine de Jacob.

## Galerie

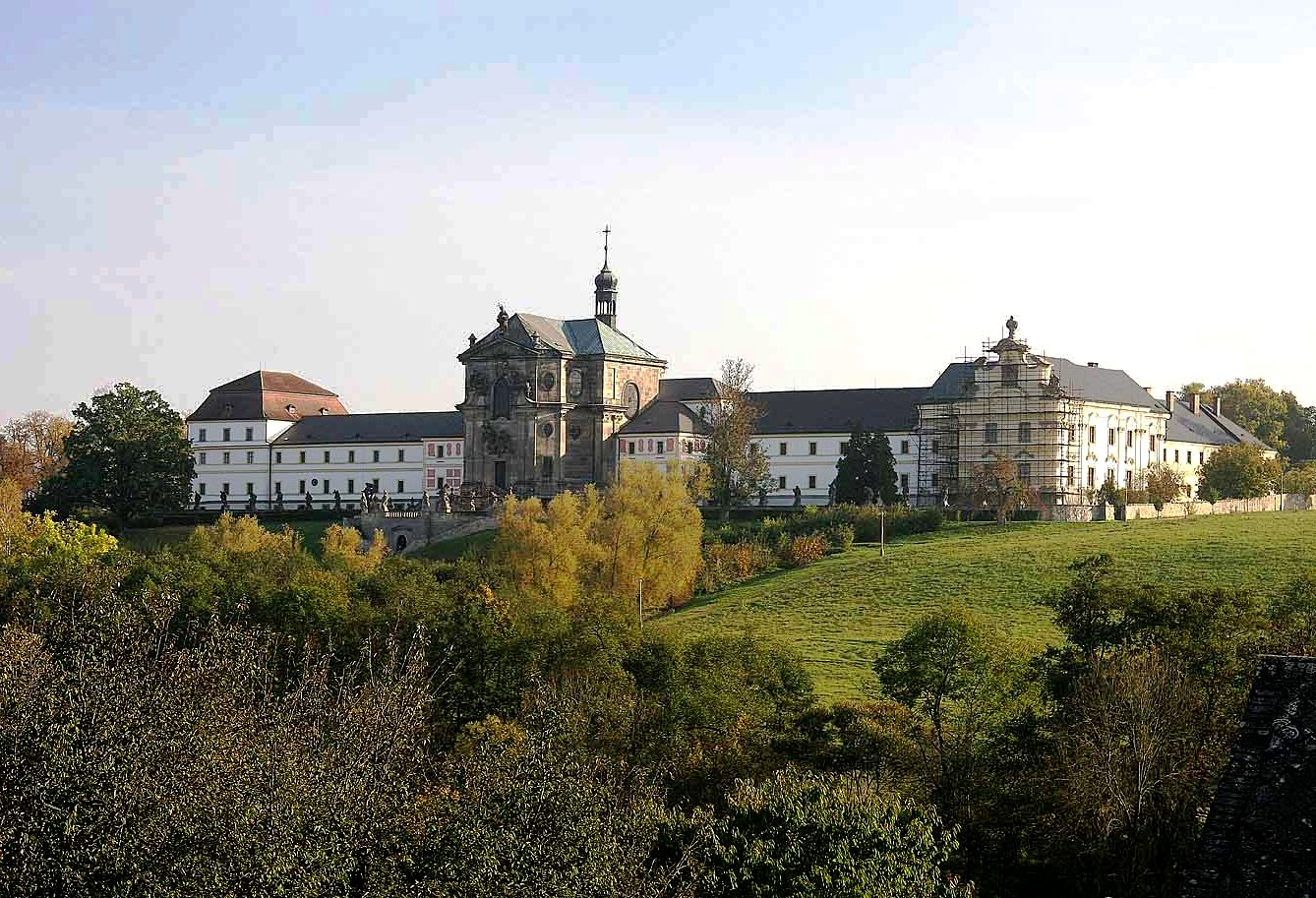
L'hôpital, vue du sud-ouest
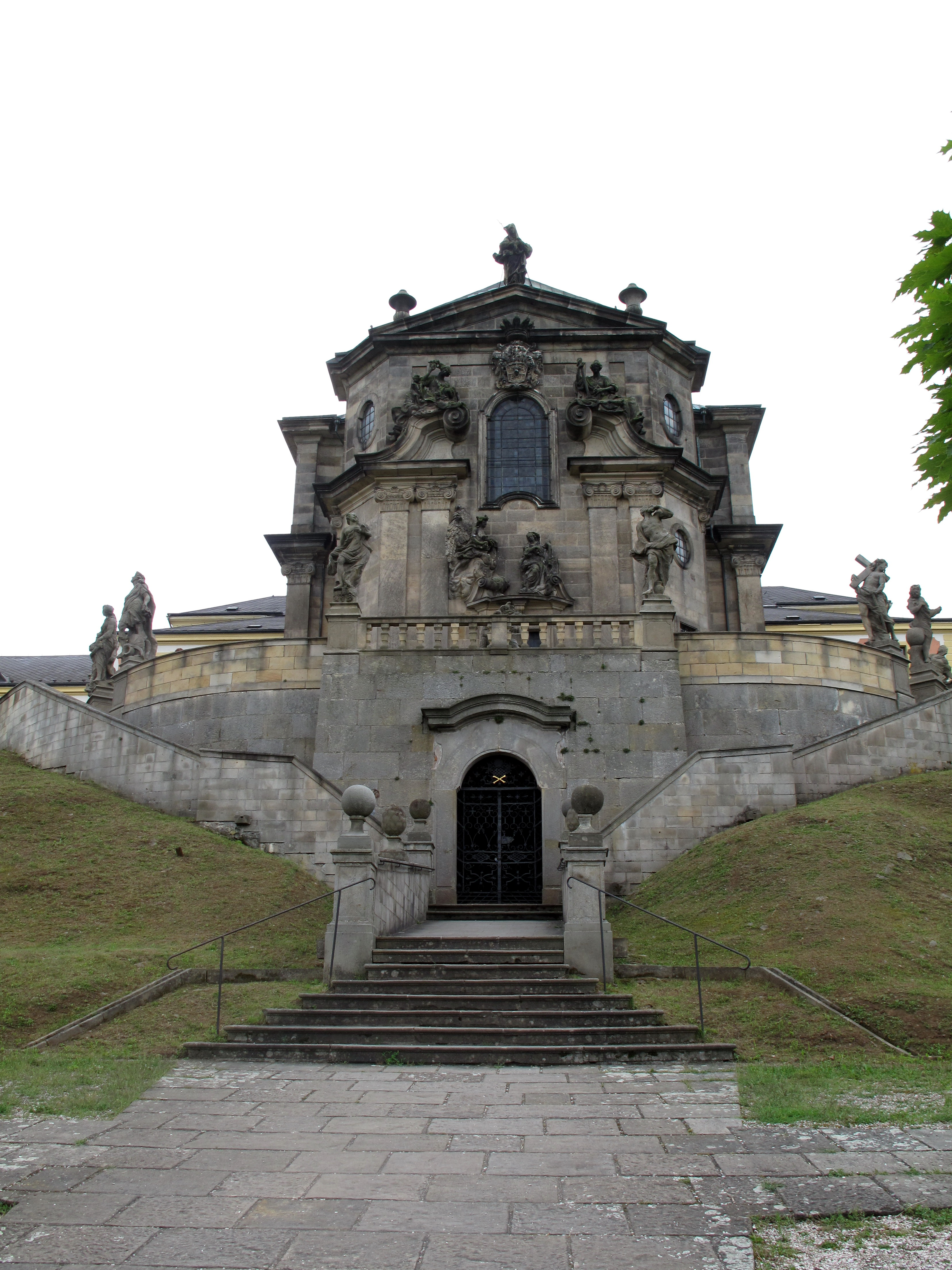
L'église et l'entrée vers la crypte
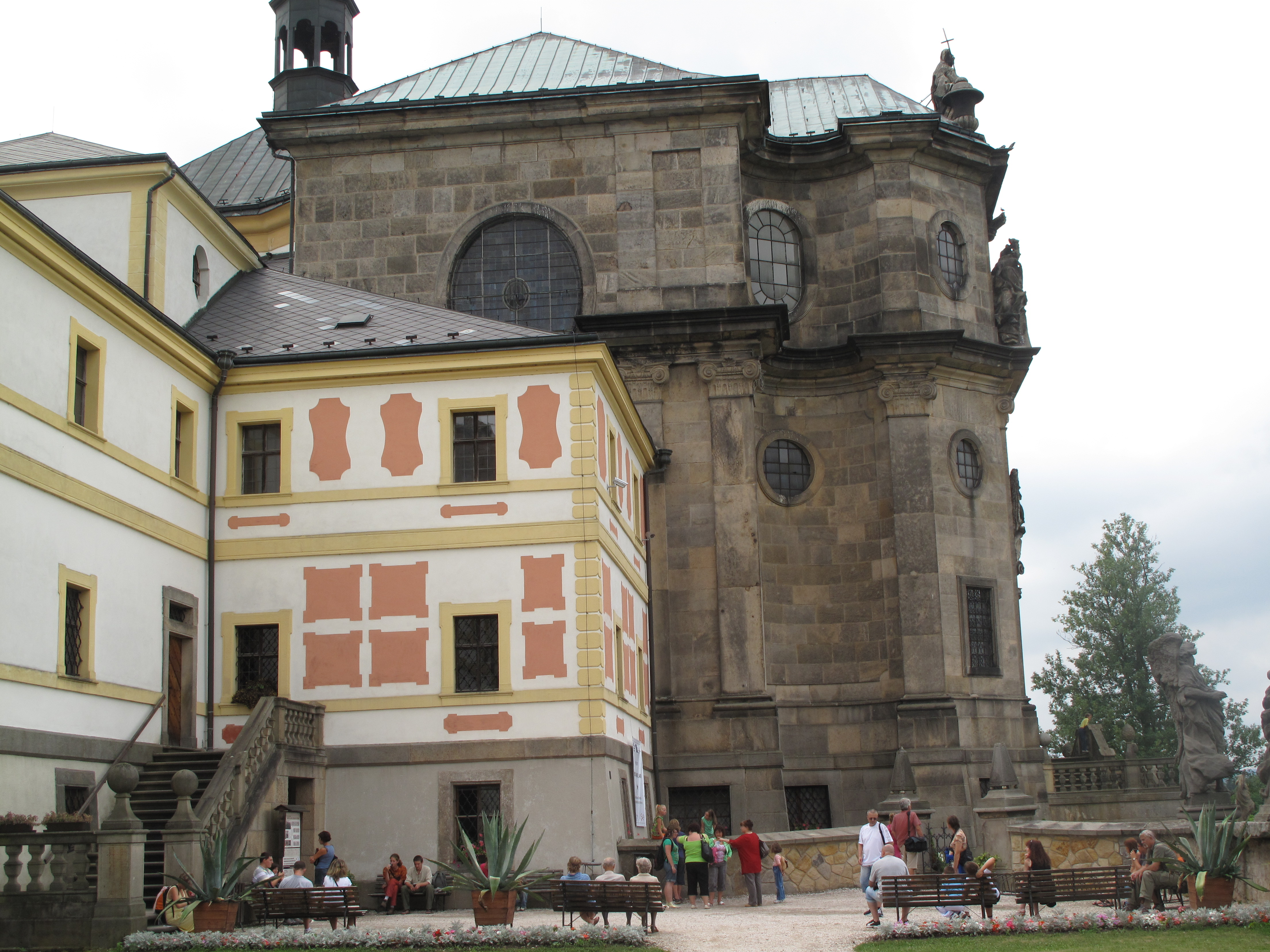
L'église depuis la terrasse
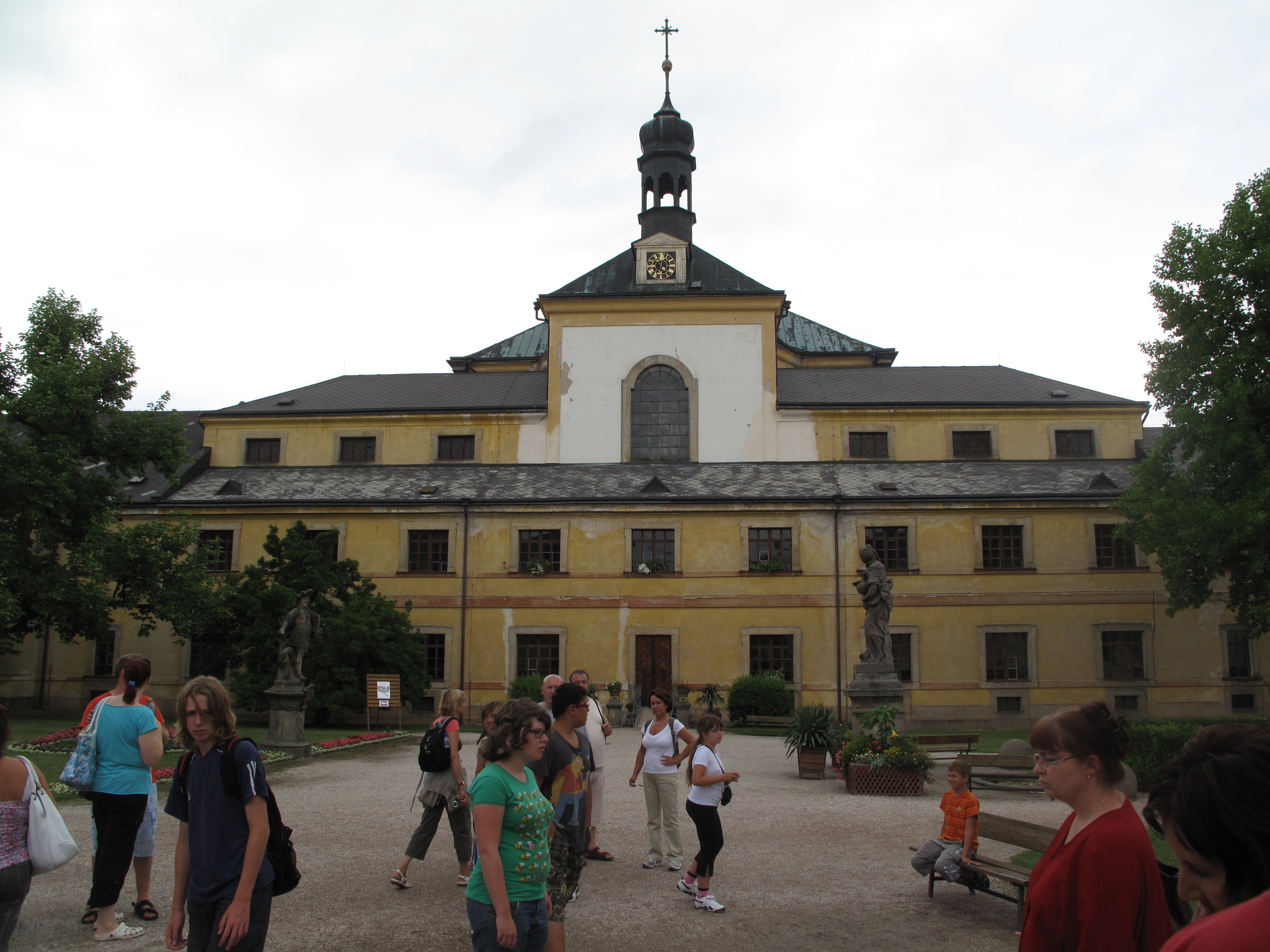
L'hôpital et l'église
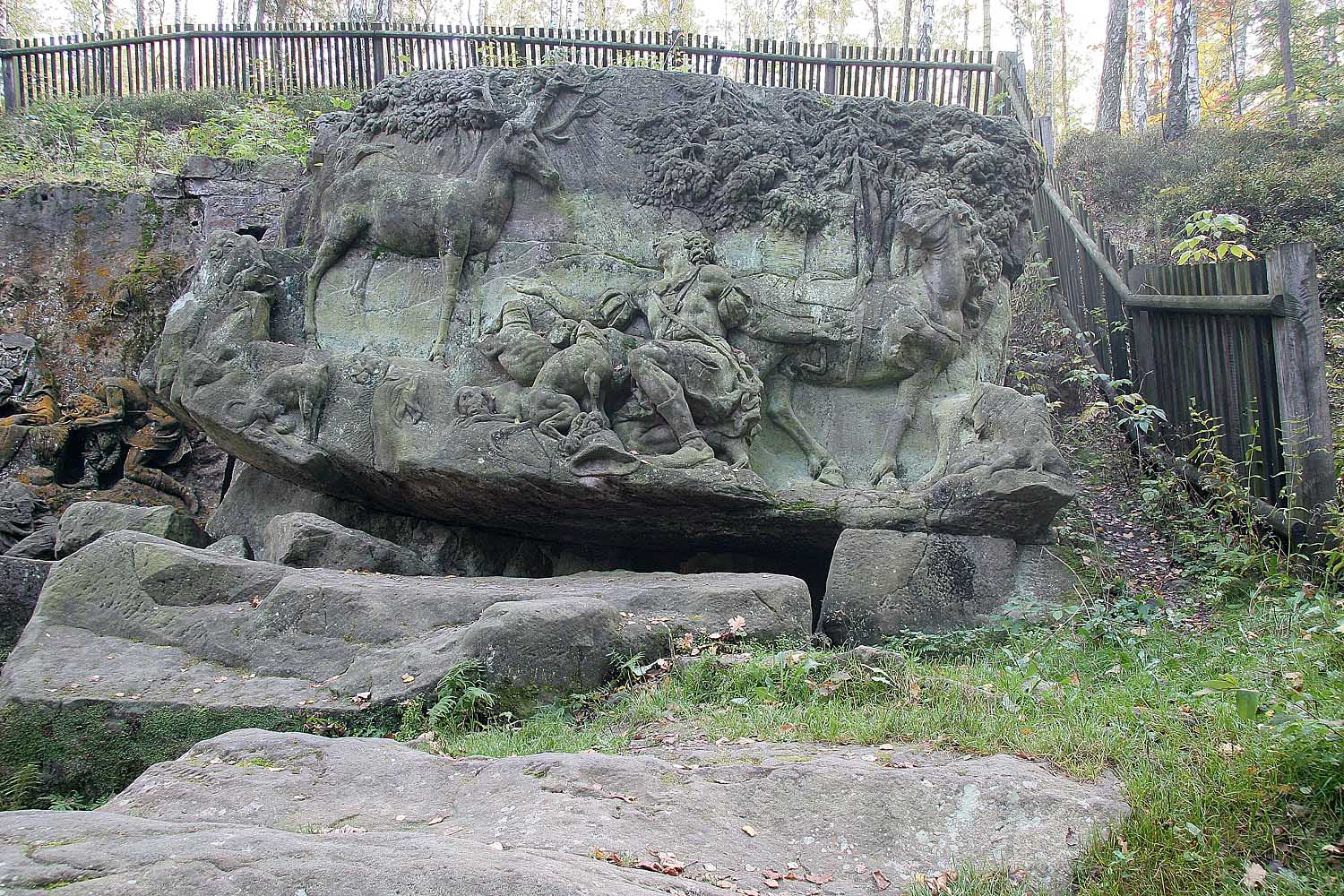
Vision de Saint-Hubert (1722–26)
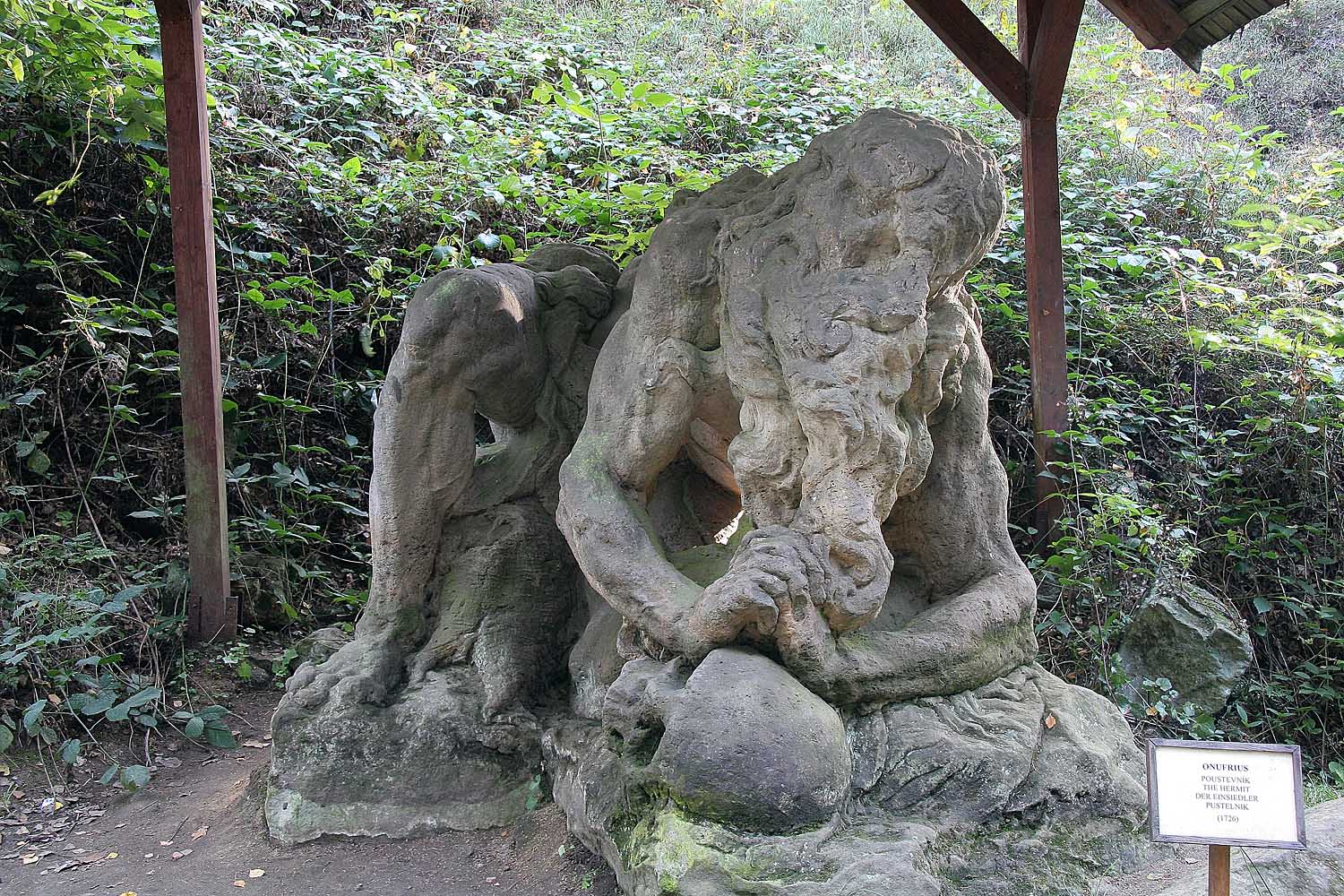
L'ermite Onufrius (1723–26)
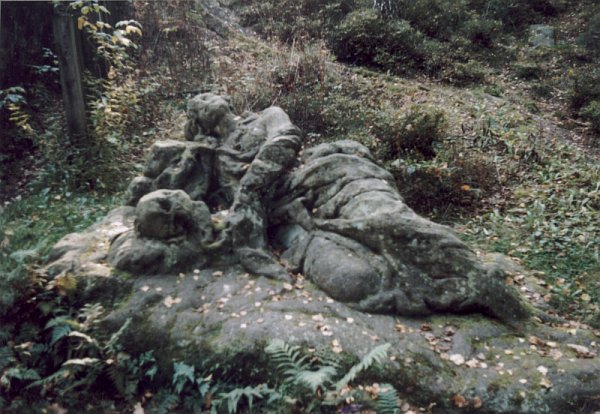
Marie-Madeleine (1723–26)
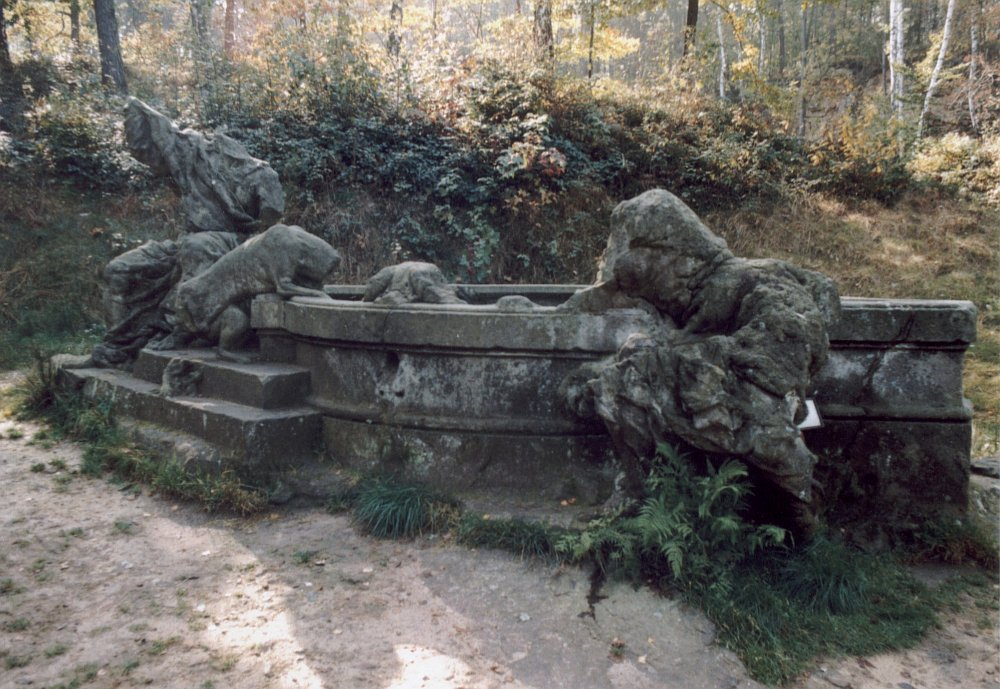
Le puits de Jacob (1726–1729)
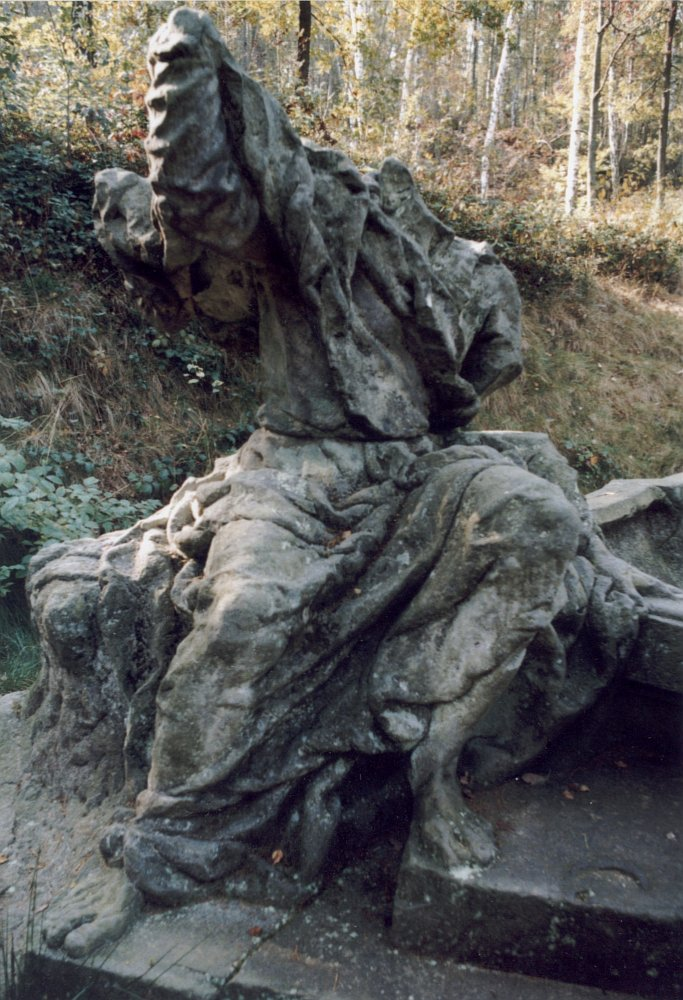
Le puits de Jacob, Le torse du Christ (1726–1729)
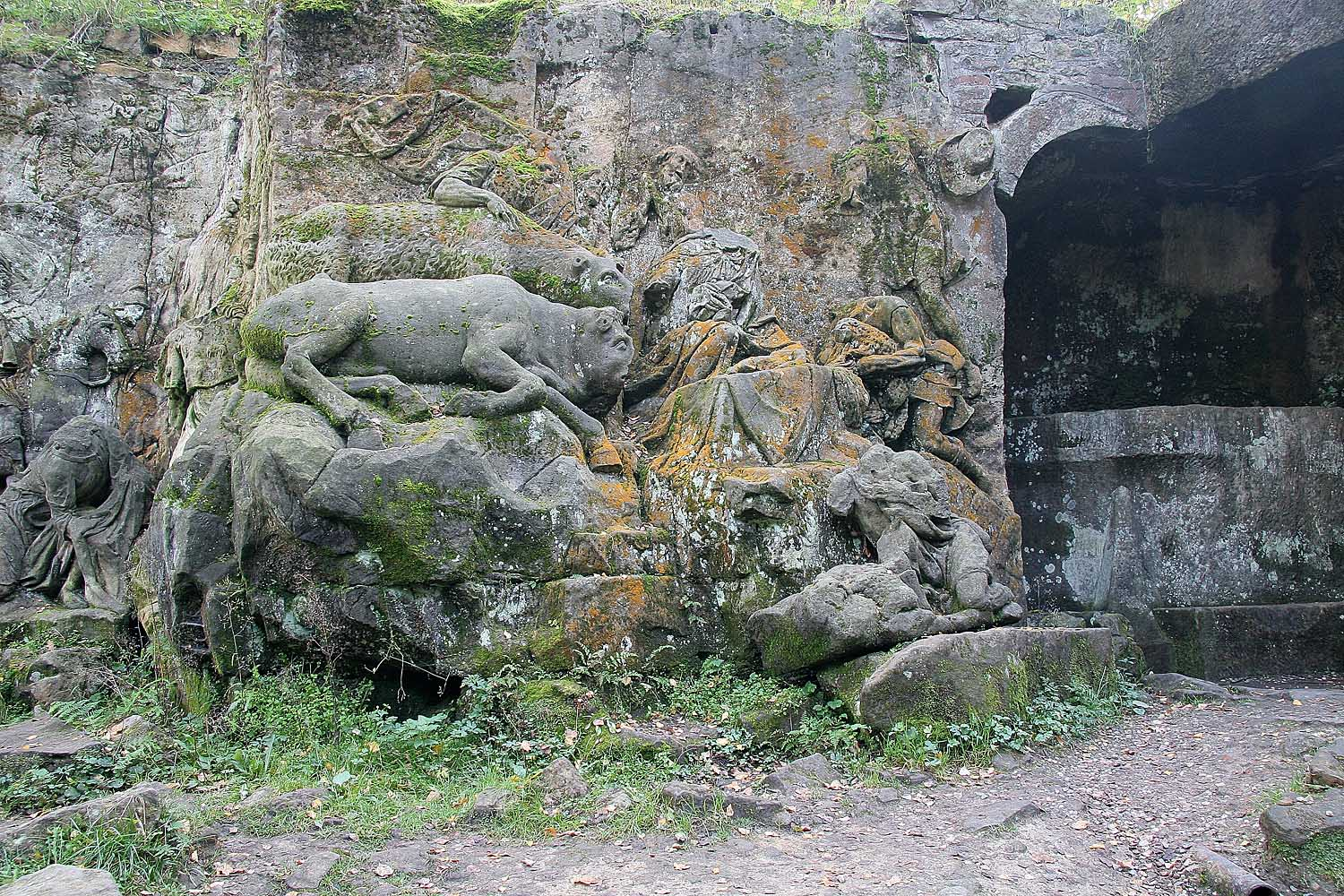
Adoration des bergers (1727–32)
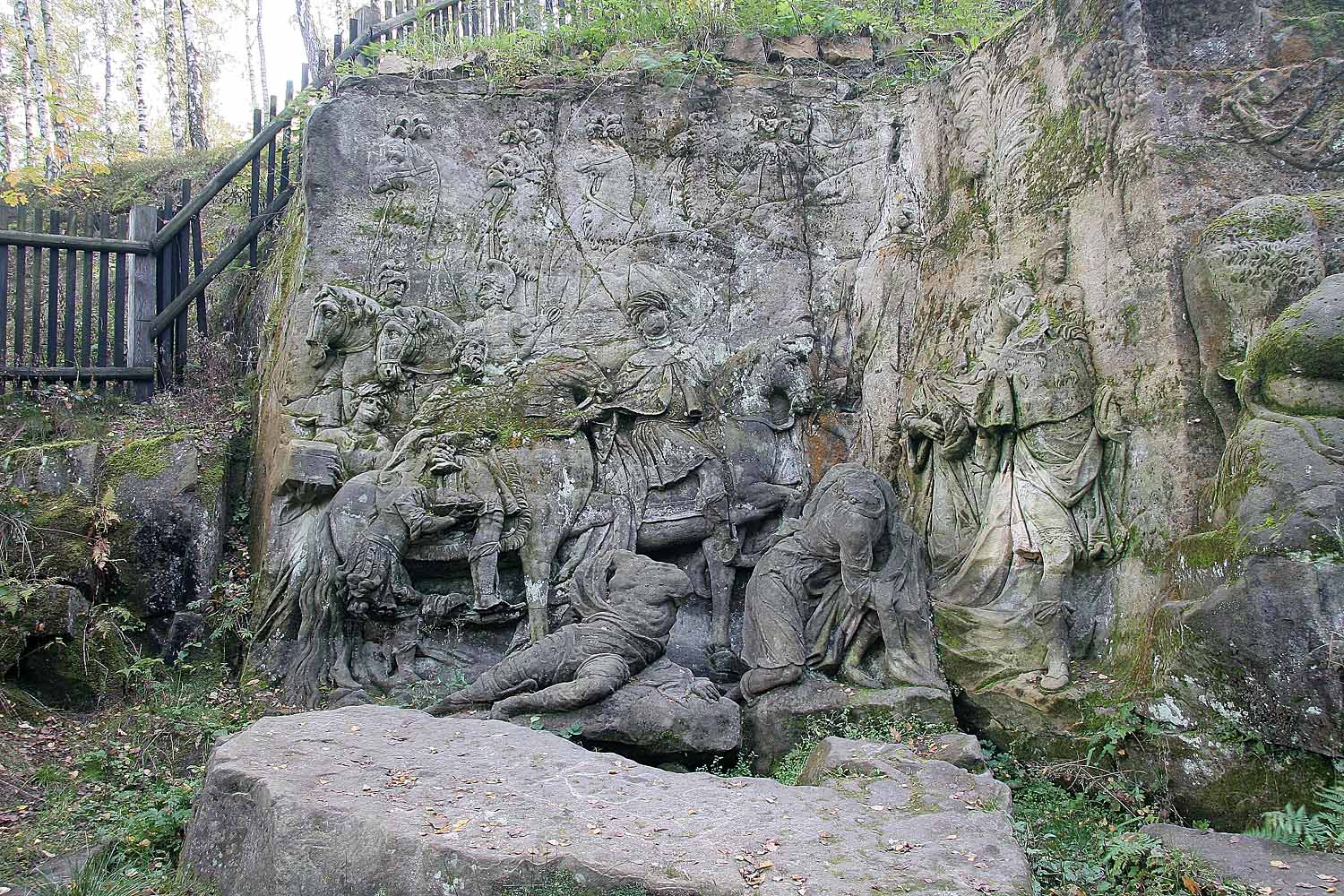
Les Rois mages (1727–32)